# دوربان
دوربان (در انگلیسی: Durban) نام سومین شهر بزرگ آفریقای جنوبی است. شهر بندری دوربان، مهم‌ترین شهر بندری قاره آفریقا محسوب می‌شود و همچنین به خاطر آب و هوای استوایی و سواحل گرم، به عنوان یکی از جاذبه‌های گردشگری آفریقای جنوبی شناخته می‌شود.  تصفیه شکر یکی از صنایع اصلی دوربان است.

## ادویه جات دوربان، تنوع عطر و رنگ
دوربان، کوازولو-ناتال، بهترین شهر در آفریقای جنوبی است که می توان از غذاهای خوش طعم آن لذت برد. بدیهی است که اگر به یکی از بازارهای بسیار زیبا در این منطقه مراجعه کنید، ادویه های متنوع و خوش عطری را میتوانید به راحتی پیدا کنید.

## شهرهای خواهر
- اسکندریه، مصر
- شیکاگو، ایالات متحده آمریکا
- ایلات، اسرائیل
- لیدز، انگلستان
- ریو دوژانیرو، برزیل
- گوانگ‌ژو، چین

## آب و هوا
دارای تابستان های گرم و مرطوب زمستان های معتدل و نسبتا خشک می‌باشد. 
میانگین دما در تابستان حدود 24 درجه سانتیگراد است در حالی که در زمستان میانگین دما 17 درجه است. 

## تصاویر

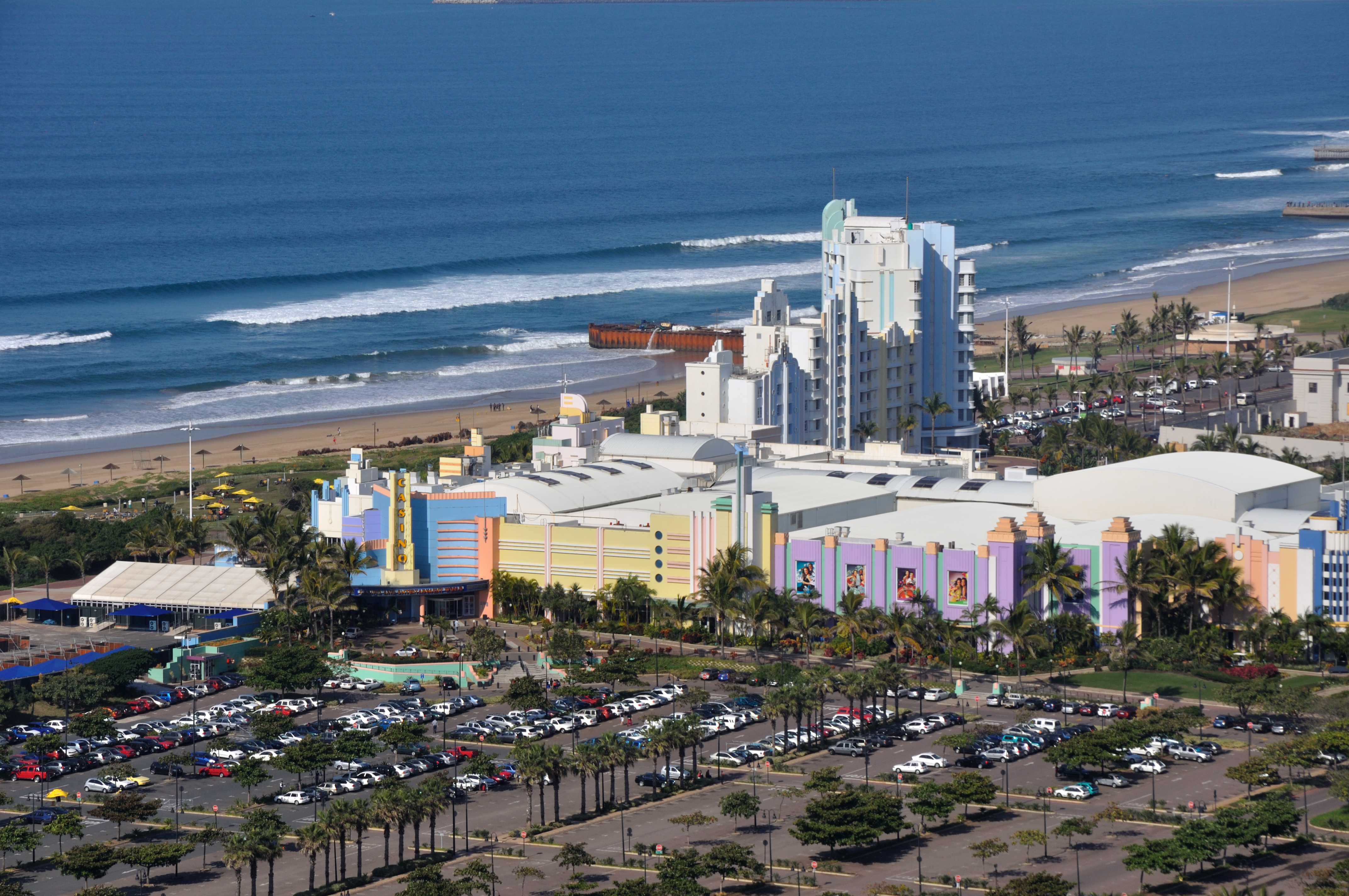